# Francesco Gabriotti
Francesco Gabriotti (12 de agosto de 1914 - 11 de fevereiro de 1987) foi um futebolista italiano que competiu nos Jogos Olímpicos de 1936.
Ele era um membro da equipe italiana, que ganhou a medalha de ouro no torneio de futebol.